# Markomani
Markomani (latinsko Marcomanni), germansko pleme, verjetno sorodno z Buri in Svebi.

## Zgodovina

### Poreklo
Strokovnjaki domnevajo, da njihovo ime izhaja morda iz pragermanskih besed  *markō 'rob, meja' in *mann- 'človek, ljudje'.
Markomani so se kmalu po letu 100 pr. n. št. naselili v dolini reke Majne. Rimskemu napadu na Germanijo leta 9 pr. n. št. so se izognili z begom v vzhodno Češko. Njihov kralj Marobod je tam ustanovil močno kraljestvo, ki je po Avgustovem mnenju ogrožalo Rimsko cesarstvo. Cesar jih je nameraval napasti, vendar je moral pred tem posredovati v veliki ilirski vstaji. 
Kralja Maroboda je leta 18 odstavili markomanski izgnanec Katualda, njega pa naslednje leto kralj Hermundurov Vibilij in ga zamenjal s Kvadom Vanijem. Vibilij je okoli leta 50 s pomočjo svojih nečakov Vangija in Sida odstavil tudi Vanija. 
Tacit v poznem 1. stoletju omenja, da so markomanskega kralja imenovali Rimljani.

### Markomanske vojne
V 2. stoletju n. št. so se Markomani povezali proti Rimskemu cesarstvu v plemensko zvezo z drugimi plemeni, vključno s Kvadi, Vandali in Sarmati. Sklenitev zveze je bila verjetno posledica pritiska večjih plemen, morda Gotov. 
Rimski zgodovinar Evtropij omenja, da se je vojska cesarja Marka Avrelija v trdnjavi Karnuntum ob srednji Donavi  tri leta vojskovala z markomansko plemensko zvezo. Evtropij vojno in uspehe Marka Avrelija proti Markomanom primerja s punskimi vojnami. Njegova primerjava je kar primerna, ker je vojna pomenila prelomnico v rimskih osvajanjih. Rimljani so v njej doživeli številne poraze in izgubili dva poveljnika pretorijanske garde. 
Vojna se je začela leta 166, ko so Markomani prebili rimsko obrambo med Vindobono (sedanji Dunaj) in Karnuntom in prodrli globoko na ozemlje med provincama Panonijo in Norikom in opustočili Flavio Solvo. Ustavili so jih šele pri Ogleju ob Jadranskem morju. Vojna, ki je trajala do Avrelijeve smrti leta 180, dokazuje, da so imeli Rimljani v njej bolj malo uspehov. Meja cesarstva je do padca Zahodnega rimskega cesarstva ostala na reki Donavi.

### Kasnejša zgodovina
Sredi 4. stoletja je Ambrož Milanski pokristjanil Markomane pod kraljico Fritigil.
Po Markomanih se imenujejo markomanske rune, za katere poznavalci niso povsem prepričani, da so povezane z njimi.
Leta 409 je skupina Markomanov, Kvadov in Burov prekoračila Pireneje in se ustalila v rimski provinci Galeciji, sedanji Galiciji v severni Portugalski. Dobili  so status federatov in ustanovili Svebsko kraljestvo Gelecija. Njihov kralj Hermerik je leta 410 prisegel zvestobo rimskemu cesarju. Prestolnica kraljestva je bila Bracara Augusta, verjetno sedanja Braga na Portugalskem, ki je bila pred tem upravno središče rimske Galecije.

## Markomanski kralji
- Marobod (9 pr. n. št—37 n. št.)
- Balomar (okoli 166-172 ali 178)